# Tifón Phanfone (2014)
El tifón Phanfone, conocido en Filipinas como tifón Neneng, fue un extenso e intenso ciclón tropical que afectó a Japón a inicios del mes de octubre de 2014. Fue la decimoctava tormenta nombrada, el octavo tifón de la temporada y el segundo en tocar en tierra en Japón, después que lo hiciera el tifón Halong en agosto.

## Historial meteorológico

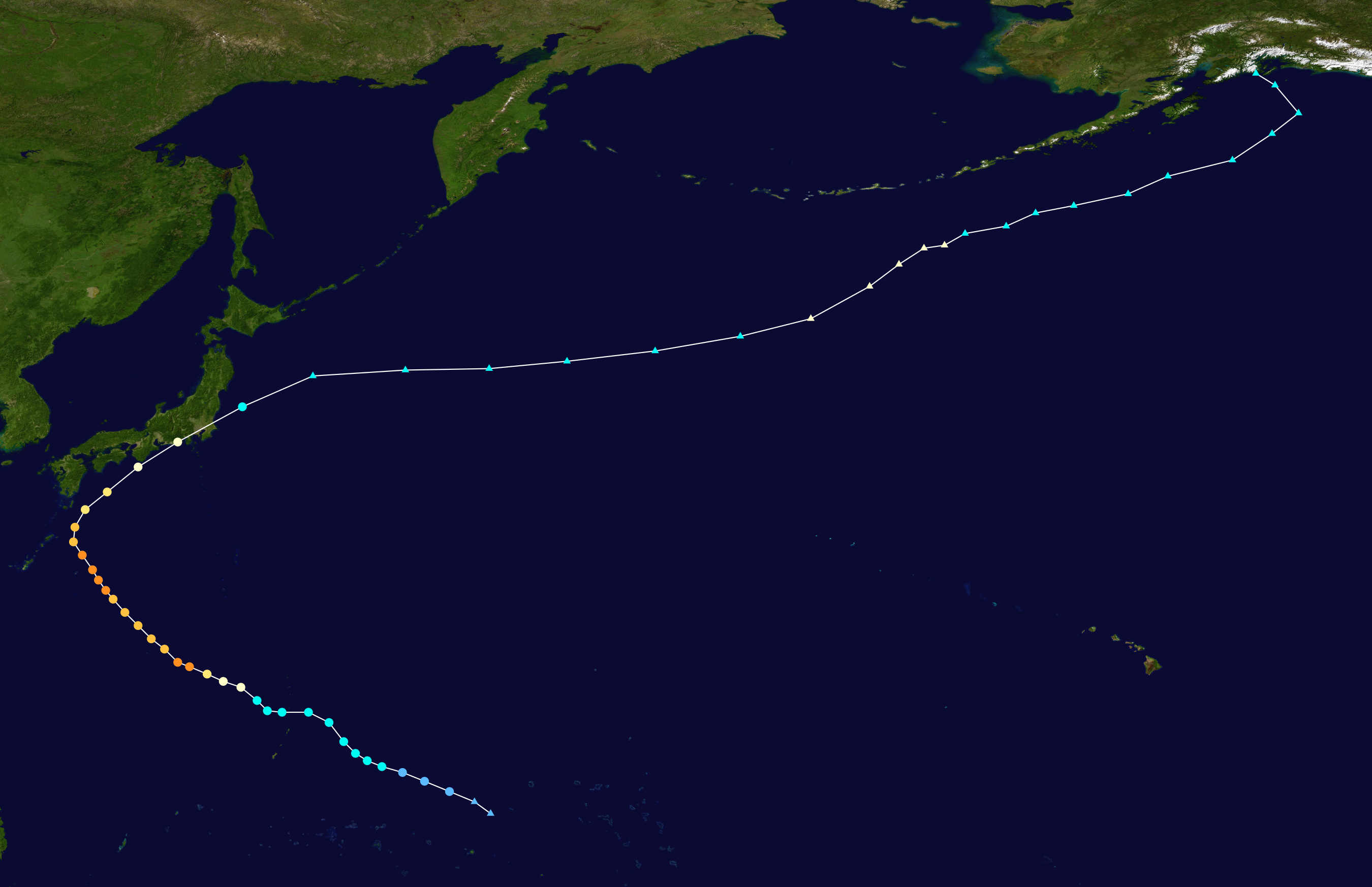
Trayectoria del tifón Phanfone, según la escala de huracanes de Saffir-Simpson.

El 26 de septiembre de 2014, una perturbación tropical se formó a 370 kilómetros al este de Kosrae, así como la Agencia Meteorológica de Japón (JMA por sus siglas en inglés) inició a monitorearlo como un área de baja presión. A finales de aquel día, el Centro Conjunto de Advertencia de Tifones (JTWC por sus siglas en inglés) emitió un Alerta de Formación de Ciclón Tropical (Tropical Cyclone Formation Alert, TCFA por sus siglas en inglés) sobre el sistema, mientras disminuía la influencia de una cizalladura vertical de viento al este de la estructura del sistema. Sin embargo, la JTWC canceló la TCFA al siguiente día debido a la falta de consolidación de su convección profunda. A inicios del 28 de septiembre, la JTWC nuevamente emitió un TCFA a la perturbación, a medida que los análisis de magnitud superior indicaron un ambiente marginalmente favorable con un mayor flujo de salida a los polos en la vaguada tropical troposférica superior o (TUTT por sus siglas en inglés) posicionada al norte y una cizalladura de viento débil. Horas más tarde, la JMA promovió a la baja presión como una depresión tropical e inició a emitir avisos a las 21:00 UTC. Al mismo tiempo, la JTWC lo promovió y lo denominó como la depresión tropical 18W, mostrando bandas amplias formativas alrededor de su centro de circulación de magnitud baja.

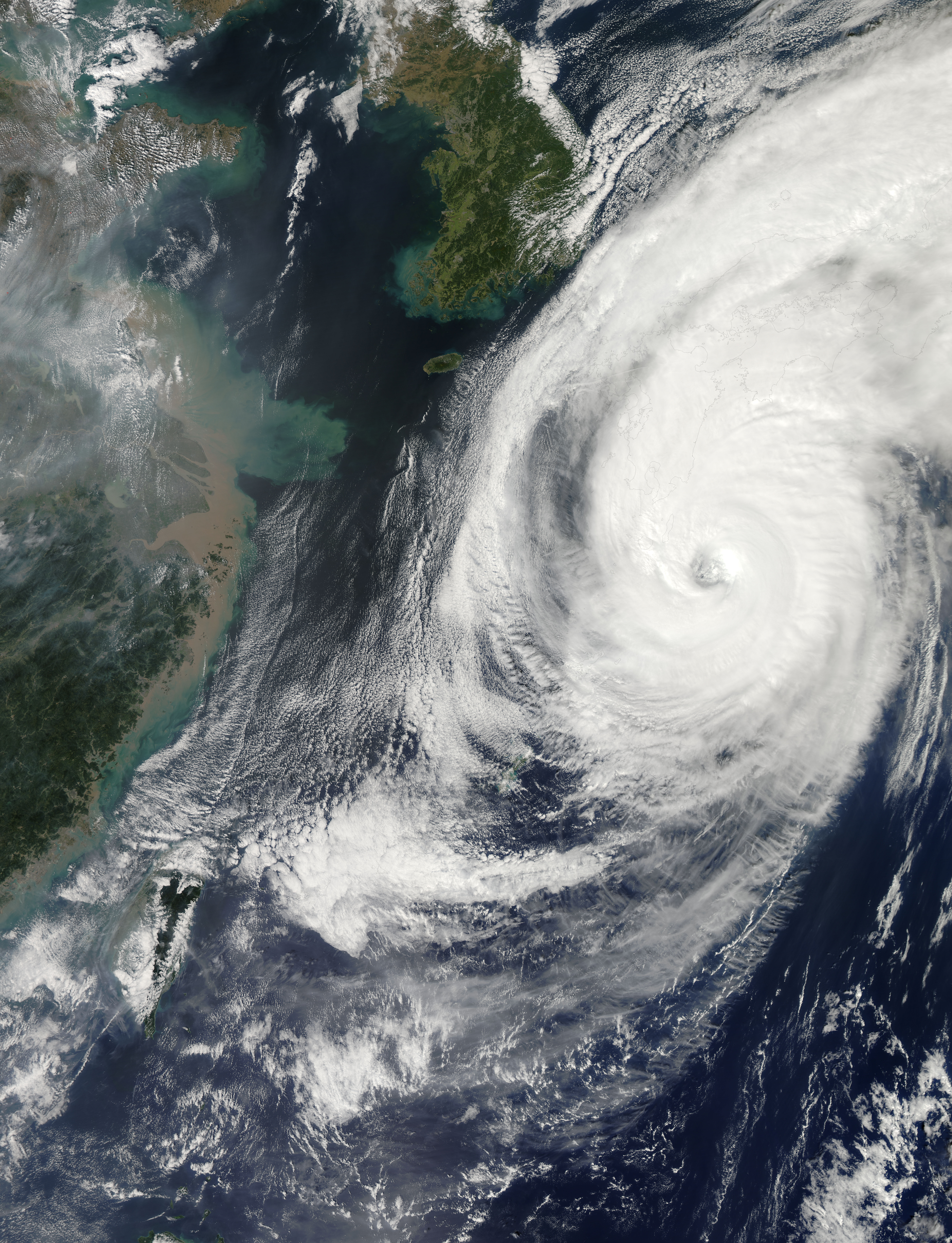
El Phanfone sobre Kyūshū, Japón, el 5 de octubre.

A inicios del 29 de septiembre, la JTWC promovió al sistema como tormenta tropical, brevemente antes que la JMA también lo promoviera a la misma categoría con nombre: Phanfone. Desplazándose a lo largo de la periferia sur de la cresta subtropical, la tormenta se intensificó muy lentamente por dos días, aunque el ambiente permaneció favorable. A finales del 30 de septiembre, la JMA promovió al Phanfone a la categoría de tormenta tropical severa, antes que la JTWC lo promoviera a tifón. Después que la JMA también lo promoviera como tifón en la tarde del 1 de octubre, el sistema inició a fortalecerse rápidamente cuando se desplazaba a lo largo de la periferia suroeste de una capa profunda de la cresta subtropical. Bajo la influencia de la cizalladura de viento débil y la salida de un doble canal aumentado por los vientos provenientes del oeste al norte, el Phanfone formó un ojo en forma de alfiler el 2 de octubre. Según la JMA, el Phanfone alcanzó su pico de intensidad con vientos sostenidos en 10 minutos de 175 km/h (110 mph) a las 06:00 UTC y también alcanzó la intensidad equivalente a la categoría cuatro en la escala de huracanes de Saffir-Simpson. Pronto, el ojo se llenó de nubosidad y formó una segunda pared de ojo, sugiriendo un ciclo de reemplazamiento de pared de ojo.
La PAGASA nombró al tifón: Neneng cuando entró en el Área de Responsabilidad Filipina (PAR por sus siglas en inglés) a inicios del 3 de octubre. Además, el Phanfone formó un ojo rasgado y extenso, indicando la terminación del ciclo de reemplazamiento de pared de ojo. A inicios del 4 de octubre, la JTWC promovió al Phanfone a supertifón cuando se localizaba a 170 kilómetros al este-sureste de Minami Daitō. Mientras el sistema empezó a aprovechar los vientos occidentales, se asentó en un área de fuerte cizalladura vertical de viento compensado por un frente de ráfaga vigoroso. Sólo seis horas después, la JTWC degradó al Phanfone a tifón debido a la pérdida de su banda espiral. A mediados, la JMA afirmó que el Phanfone inició a debilitarse. Las nubes convectivas del sistema intermitentemente se calentaron posteriormente, pero el ojo rasgado y extenso se mantuvo intacto. El Phanfone bruscamente giró y aceleró al noreste a inicios del siguiente día, desplazándose a lo largo del extremo oeste de una bien establecida dorsal subtropical.
El tifón Phanfone pasó cerca de la costa sur de la península de Kii alrededor de las 03:00 JST del 6 de octubre (18:00 UTC del 5 de octubre). El ojo inmediatamente desapareció, mientras el sistema inició su transición a ciclón extratropical antes de tocar tierra cerca de Hamamatsu de la prefectura de Shizuoka en Japón aproximadamente a las 08:00 JST (23:00 UTC del 5 de octubre). La JTWC emitió su aviso final del sistema a inicios del 6 de octubre, convertido totalmente en ciclón extratropical a mediados de ese día. La tormenta paró en debilitarse e inició a reintensificarse nuevamente el 7 de octubre, mientras cruzó la línea internacional de cambio de fecha como un poderoso ciclón extratropical al final de aquel día. El ciclón postropical Phanfone, el cual se localizaba a 890 kilómetros al suroeste de Unalaska, Alaska alcanzó su pico de intensidad en su fase extratropical a mediados del 8 de octubre, con una presión mínima de 948 hPa (27,99 inHg) y vientos con fuerza de huracán. El sistema inició a debilitarse nuevamente y giró al norte a inicios del 11 de octubre. El sistema eventualmente se disipó cerca de la costa del centrosur de Alaska a inicios del 12 de octubre.

## Preparaciones e impacto

### Japón

Animación de satélite mostrando al Phanfone sobre Japón.

El Phanfone empezó a afectar a Japón a finales del 4 de octubre, mientras se debilitaba. Se reportaron marejadas altas y vientos de 140 kilómetros por hora en el sur de Japón. En la base aérea de Kadena, el tifón mató a un piloto estadounidense y dejó a otros dos desaparecidos después que fueran arrastrados al mar. También se reportó que 10 personas resultaron lesionadas y cerca de 10 000 casas se quedaron sin electricidad. El 5 de octubre, el Phanfone también afectó al Gran Premio de Japón de 2014, trayendo vientos fuertes acompañados de lluvias torrenciales los cuales nublaron la visibilidad de los pilotos. Por estas razones, el evento se suspendió luego que ocurriera el accidente de Jules Bianchi que le costó la vida al estrellarse contra una grúa. En total, once personas fallecieron mientras que varios fueron lesionados en Japón.
.
A través de la prefectura de Shizuoka, ocho edificios fueron destruidos y más de 1.439 más fueron dañados por las inundaciones. Las pérdidas en la prefectura ascendieron a los 3,2 mil millones de yenes (unos USD $29,7 millones). Los daños en la prefectura de Kagawa totalizaron los 44,8 millones de yenes (USD $416.000). Las pérdidas en cultivos en la prefectura de Kagoshima alcanzaron los 768 millones de yenes (USD $7,1 millones). Los daños en cultivos en Kitadaitō alcanzaron los 88,2 millones de yenes (USD $819.000). Finalmente, daños en la prefectura de Chiba totalizaron los 378 millones de yenes (USD $3,5 millones).